# تجدیدنظرناپذیری کنسولی
تجدیدنظرناپذیری کنسولی (گاهی به آن مطلق‌گرایی کنسولی گفته می‌شود) دکترینی در حقوق مهاجرت ایالات متحده آمریکا است که طبق آن تصمیمات در خصوص روادید که از سوی مأموران کنسولی (که برای وزارت امور خارجه ایالات متحده آمریکا کار می‌کنند) قابل تجدیدنظرخواهی در نظام قضایی آمریکا نیستند. این دکترین ارتباط نزدیکی با دکترین قدرت مطلق قوه مجریه دارد که تصمیمات مرتبط با مهاجرت کنگره ایالات متحده آمریکا و قوه مجریه حکومت آمریکا را از تجدیدنظر قضایی مصون می‌دارد.
از آنجا که خارجی که به او در یک کنسولگری در خارج اجازه ورود داده نشده در حوزه قضایی آمریکا نیست، مشخص نیست که آن خارجی در نظام قضایی برای شکایت صلاحیت داشته باشد. به هر روی اصل تجدیدنظرناپذیری کنسولی از صرف نفی صلاحیت خارجی‌ها برای شکایت فراتر می‌رود و پیش فرضی قوی علیه تجدیدنظر قضایی تصمیمات قضایی حتی از سوی شهروندان و مقیمان آمریکا که تحت تأثیر آن تصمیمات قرار گرفته‌اند بر جای می‌گذارد.